# North Las Vegas
North Las Vegas är en stad (city) i Clark County i delstaten Nevada i USA. Staden hade 262 527 invånare, på en yta av 262,44 km² (2020). Den ligger i Las Vegas storstadsområde.